# Nobelstiftelsens hus, Östermalm
För huset i Solna, se Nobelstiftelsens hus, Solna.

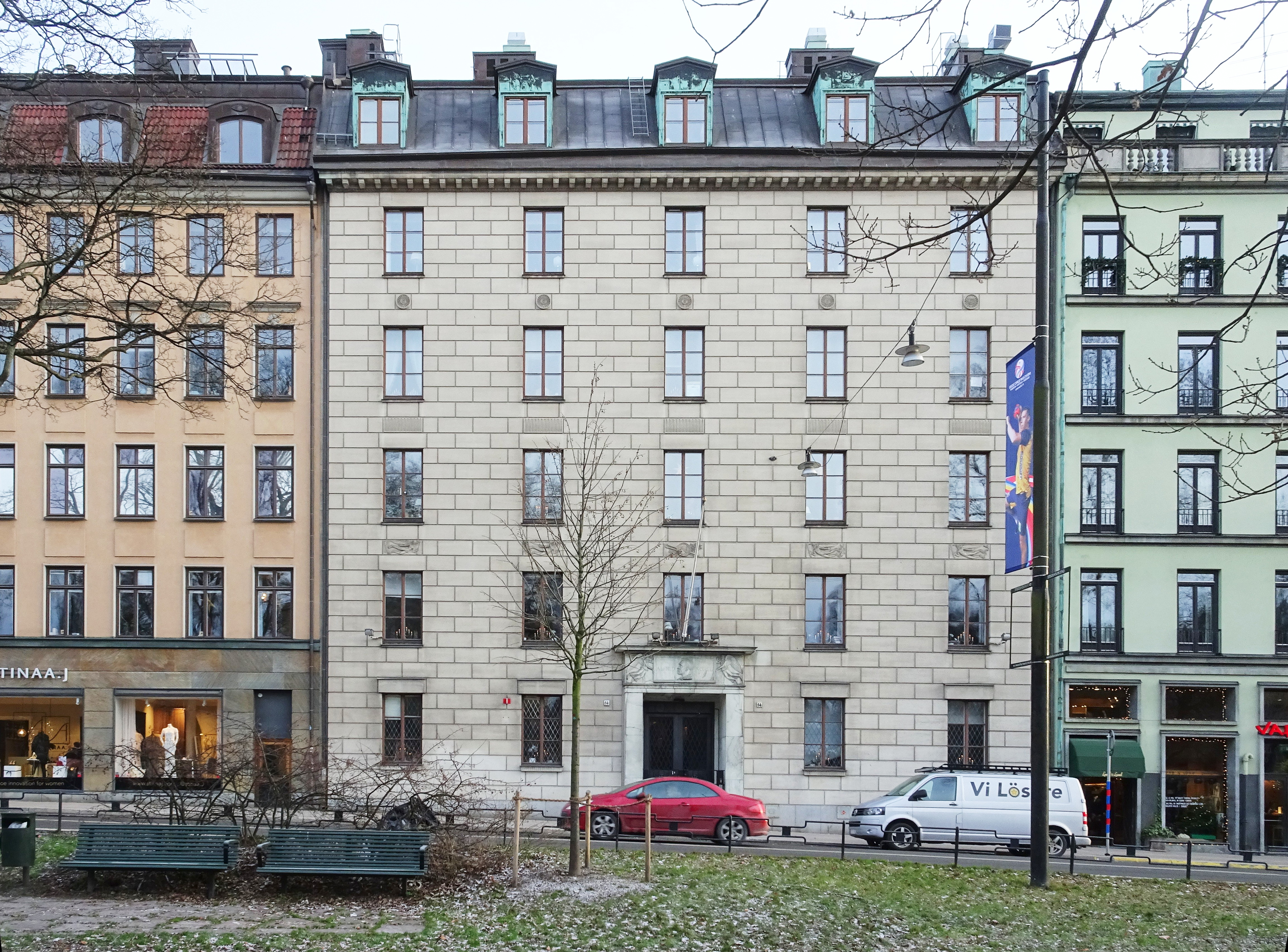
Nobelstiftelsens hus, fasad mot Sturegatan och Humlegården, 2019.

Nobelstiftelsens hus kallas en byggnad i kvarteret Humlegården vid Sturegatan 14 på Östermalm i Stockholm. I huset inryms sedan 1926 Nobelstiftelsens administration. Fastigheten är blåmärkt av Stadsmuseet i Stockholm vilket innebär att den representerar ”synnerligen höga kulturhistoriska värden”.

## Bakgrund
På tomten för nuvarande byggnad uppfördes 1886 ett bostadshus efter ritningar av arkitekt Oscar Ericson. När Nobelstiftelsens byggprojekt för Nobelpalatset i nuvarande Nobelparken avvisats slutgiltigt i början av 1920-talet beslöts att förvärva fastigheten vid Sturegatan 14 för att här, efter en ombyggnad, ha sin administration. Det befintliga huset från 1886 skulle byggas om och anpassas till den nya verksamheten. 
För arkitektuppdraget anlitades Ragnar Hjorth som upprättade de erforderliga ombyggnadsritningarna. När bygget hade kommit igång visade det sig dock att det gamla murverket var så bristfällig att Hjort, för Nobelstiftelsens räkning, i april 1925 ansökte om att få uppföra ett helt nytt murverk, med undantag för vissa grundmurar.
Förfrågan bifölls av Joel Norborg som var ansvarig bygglovsarkitekt för projektet. Därefter upprättade Hjort nya ritningar som i stort sett överensstämde med de tidigare inlämnade. Det gamla huset revs och en ny byggnad uppfördes med en bärande stomme i stål och betong, konstruerad av Prof. K. Ljungberg. Konstruktionsbyrå.

Historiska bilder
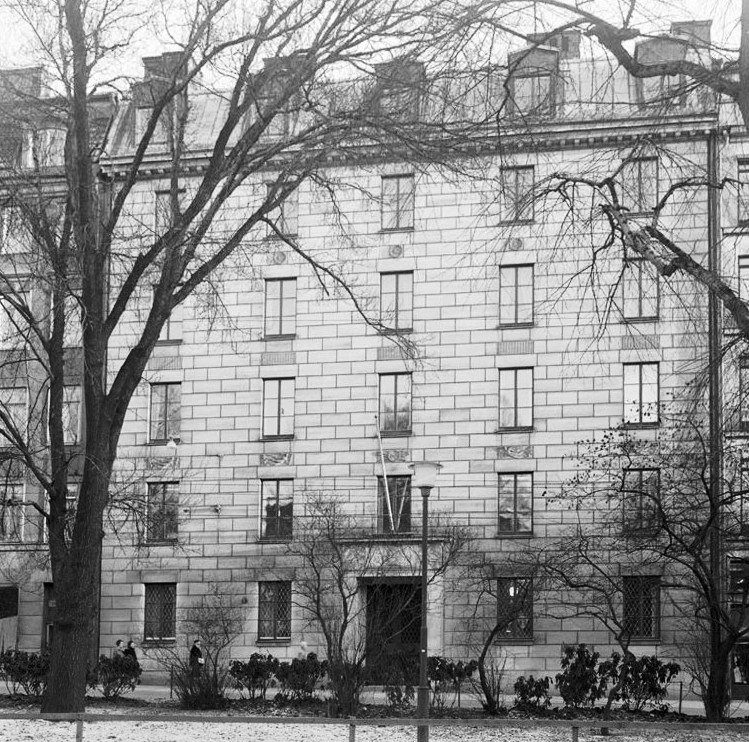
Fasaden, 1961.
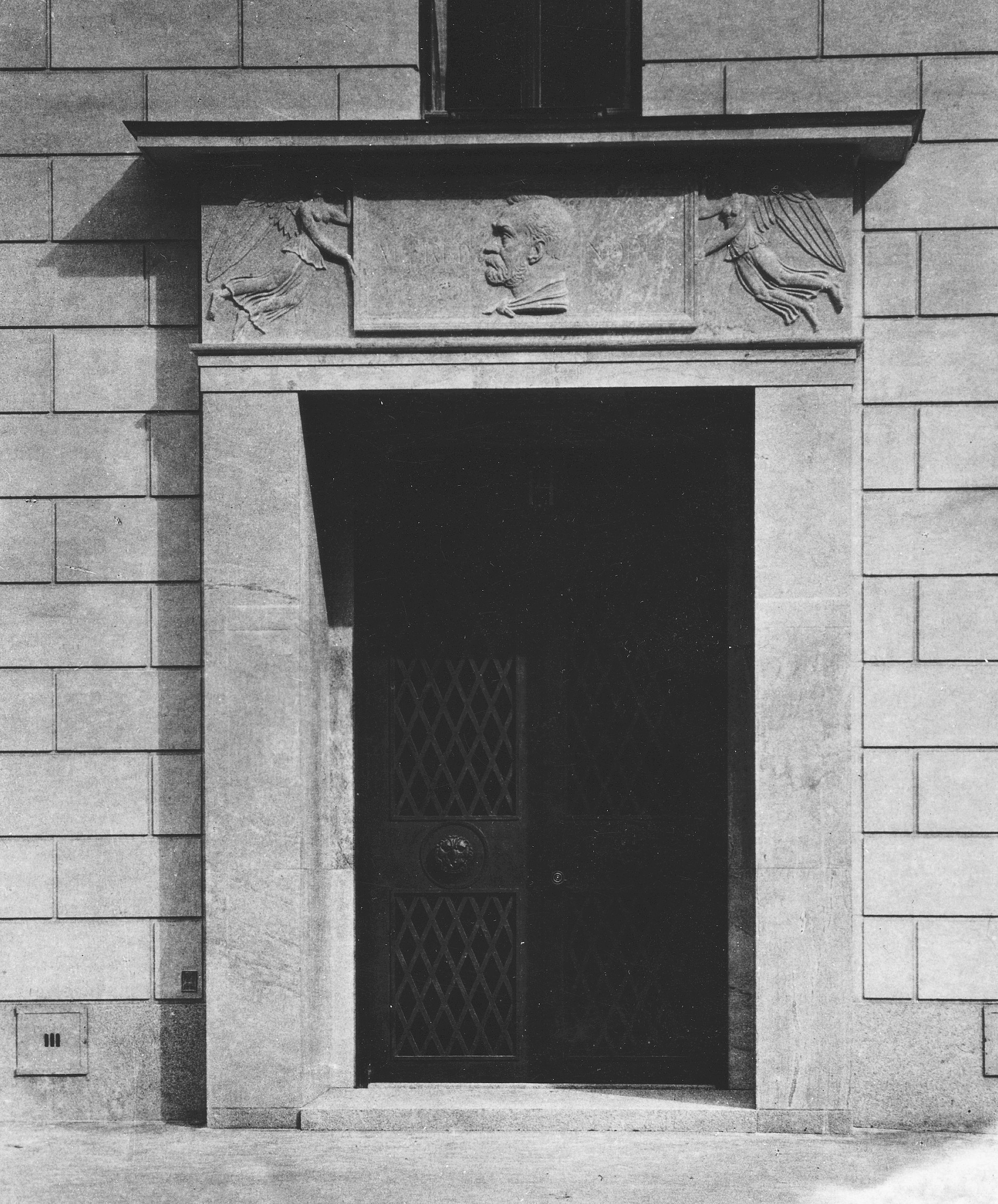
Portalen 1920-tal.
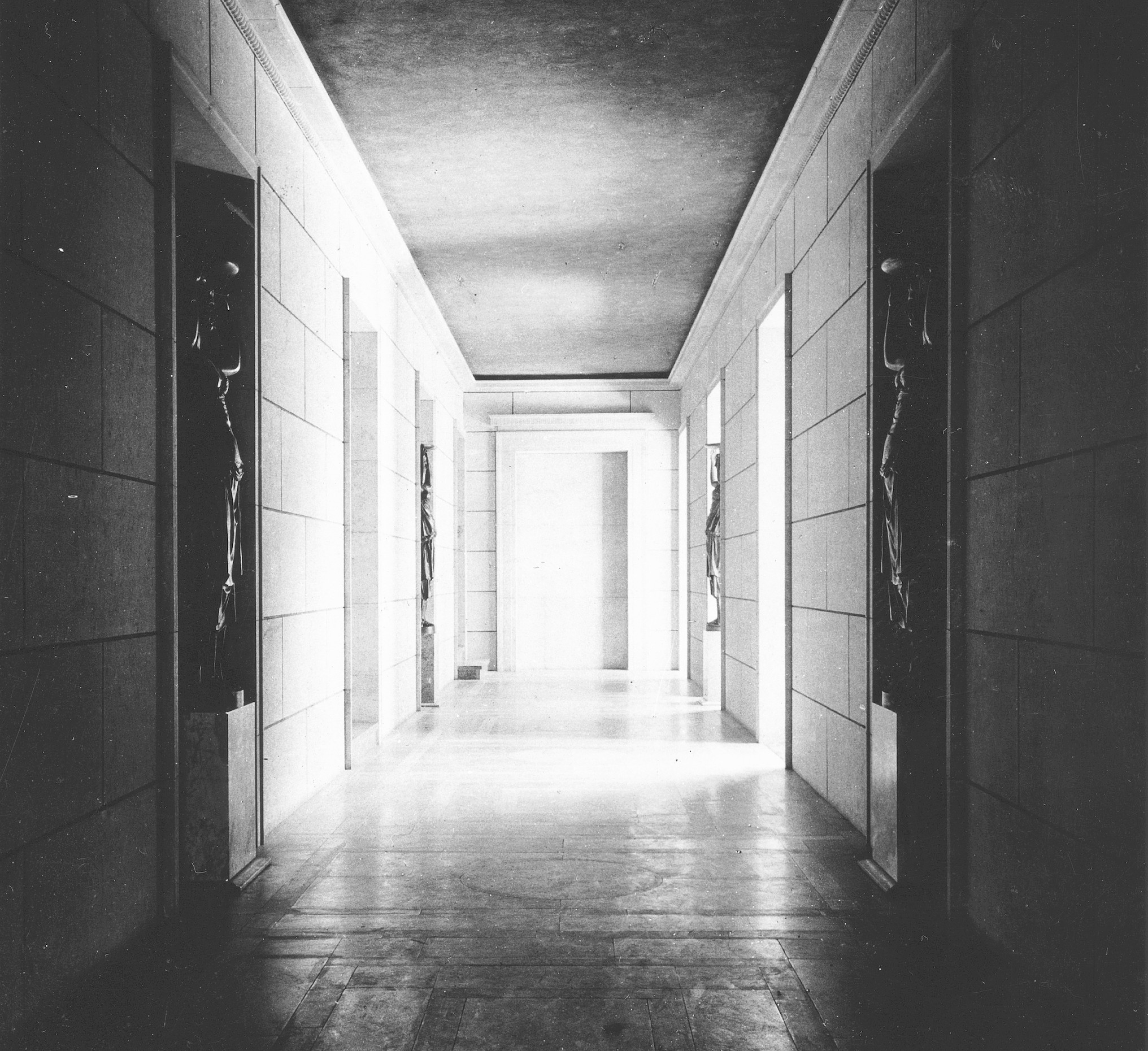
Vestibulen 1920-tal.
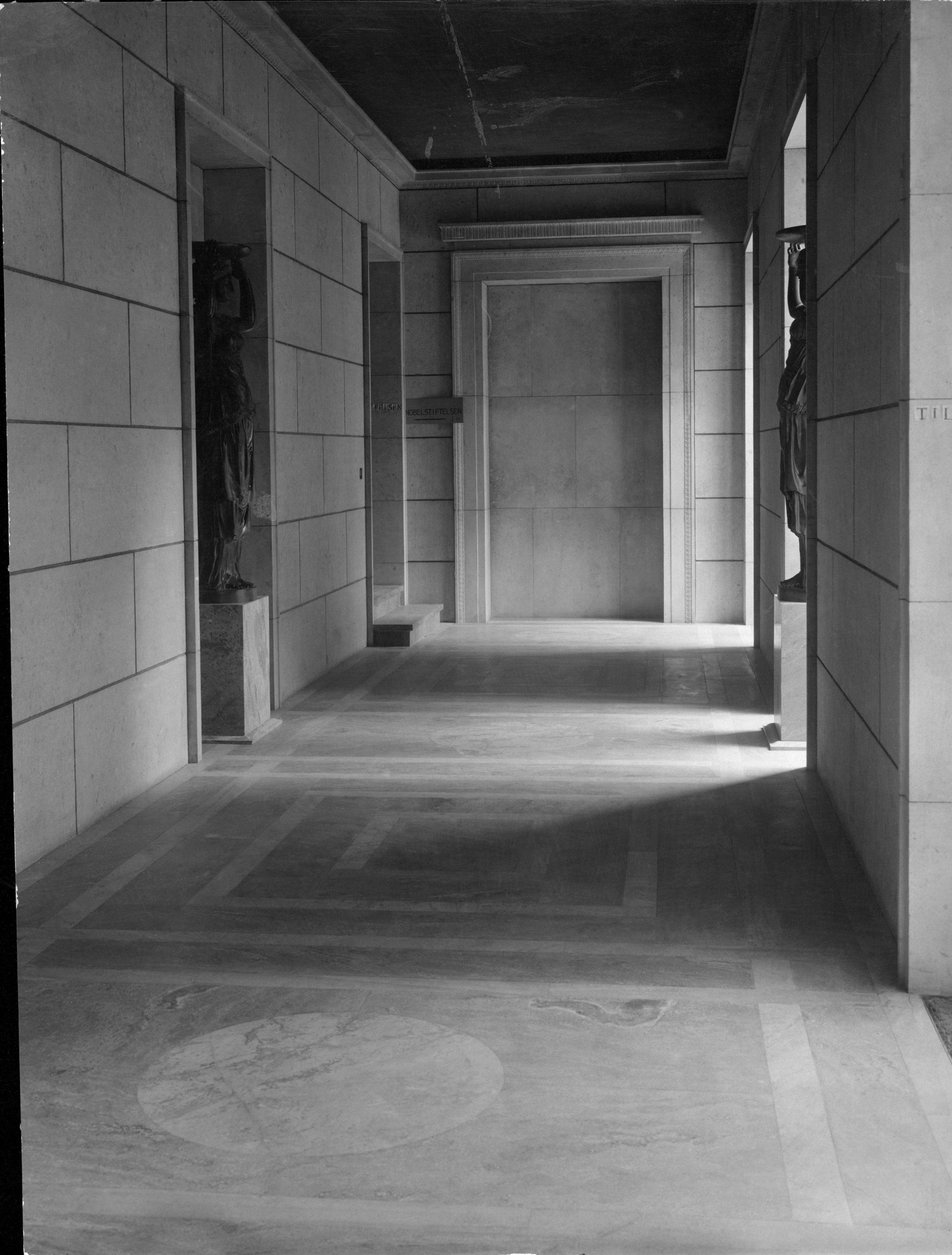
Vestibulen 1920-tal.
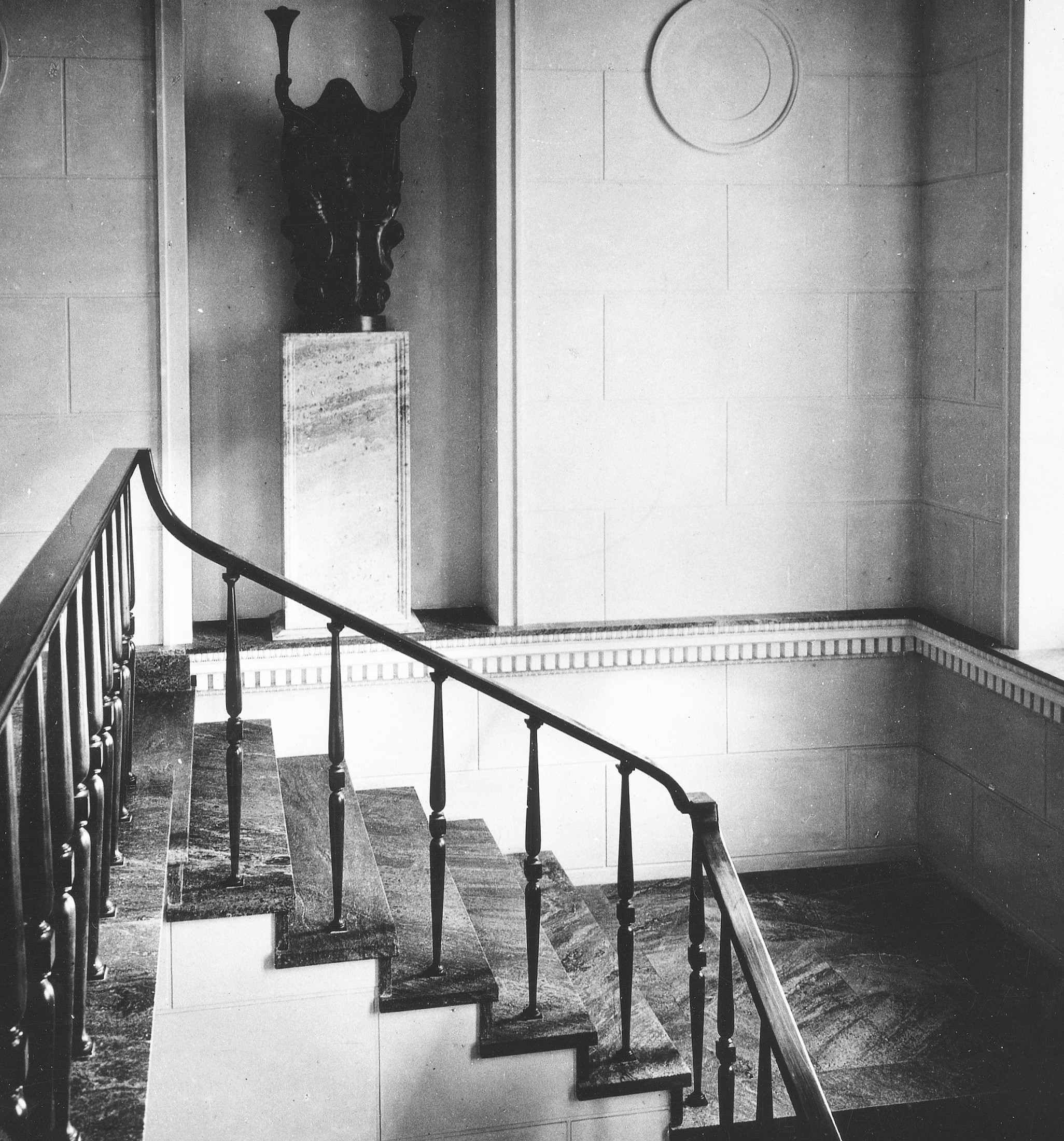
Huvudtrappan 1920-tal.

## Byggnadsbeskrivning

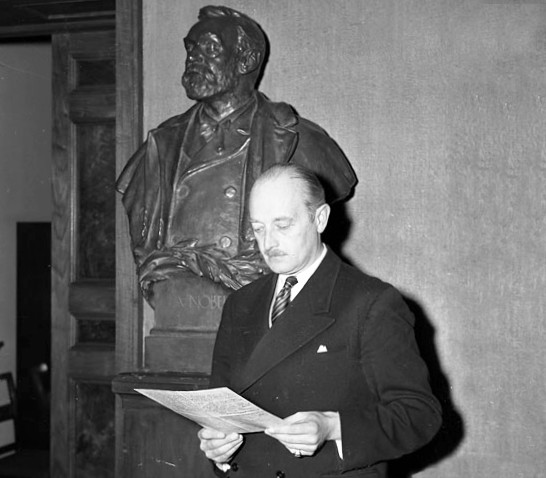
Nils Ståhle, stiftelsens direktör 1950.

Hjort gav det nya huset en stram fasad där den gamla fönsterindelning från ursprungshuset återkom dock nu med ett helt annat uttryck. Fasaden kläddes med ljus, slipad Ignabergakalksten och utformades helt sluten med kvaderindelning och skarpt skurna fönsterhål utan fönsteromfattningar eller någon våningsindelning. I bröstningarna och över entréportalen märks reliefer utförda av skulptören Nils Olsson, som även skapade Alfred Nobels porträtt flankerat av två änglar i portalens överstycke.
Innanför portalen ligger en långsträckt vestibul med väggar klädda i kristallinisk Gotlandskalksten. Här finns kopior av Sergelstatyer placerade i nischer och en springbrunn som smyckar ett mindre gårdsrum och är huggen av Arthur Sandin. I fonden står Nobels byst. Huvudtrappan, som ligger längre in i byggnaden, har trappsteg av marmor och räcken av brons. Enligt arkitekturhistorikern Olof Hultin hör hela ensemblen med vestibul, gård och trapphus till ”den svenska nyklassicismens mest konsekvent genomförda miljöer”.
På bottenvåningen ritade Hjort lokaler för ett Nobelmuseum, en portvaktslägenhet och längre in, mot gården, sessionsrum, sekreterarrum och arkiv. På våning 1 trappa låg (mot gatan) rum för direktören, styrelsen, expedition, kamrer och liknande och (mot gården) en vaktmästarlägenhet. Övre våningsplan var inredda till bostäder. För Nobelstiftelsens kontor formgav Hjort även flera av möblerna. 
En inre renovering genomfördes 1972 efter ritningar av arkitekt Peter Celsing när Stig Ramel tillträdde som Nobelstiftelsens direktör. Han beskrev sitt första möte med byggnaden i sina memoarer med följande ord: Det kändes som jag trädde in i ett mausoleum. Efter en kort stund släcktes ljuset automatiskt och allt föll i dunkel. Nils Ståhle var sparsam och något slöseri med el var inte att tänka på. När jag trädde in i vd-rummet hängde Nobels dödsmask på väggen. Det vilade en högtidlig och gammaldags stämning över hela stiftelsen, och medelåldern bland medarbetarna var hög.

Nutida bilder, fasaddetaljer
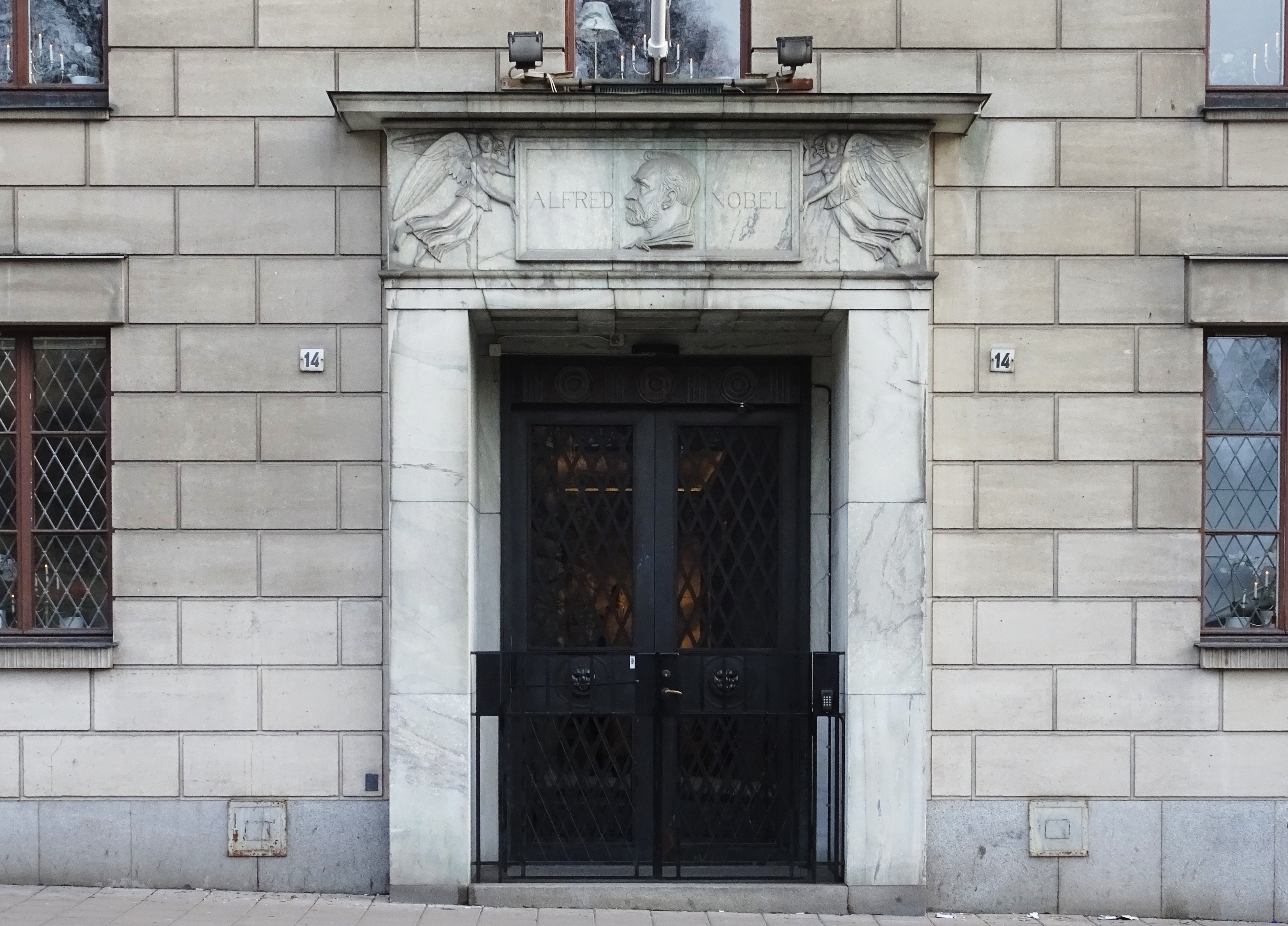
Portalen.
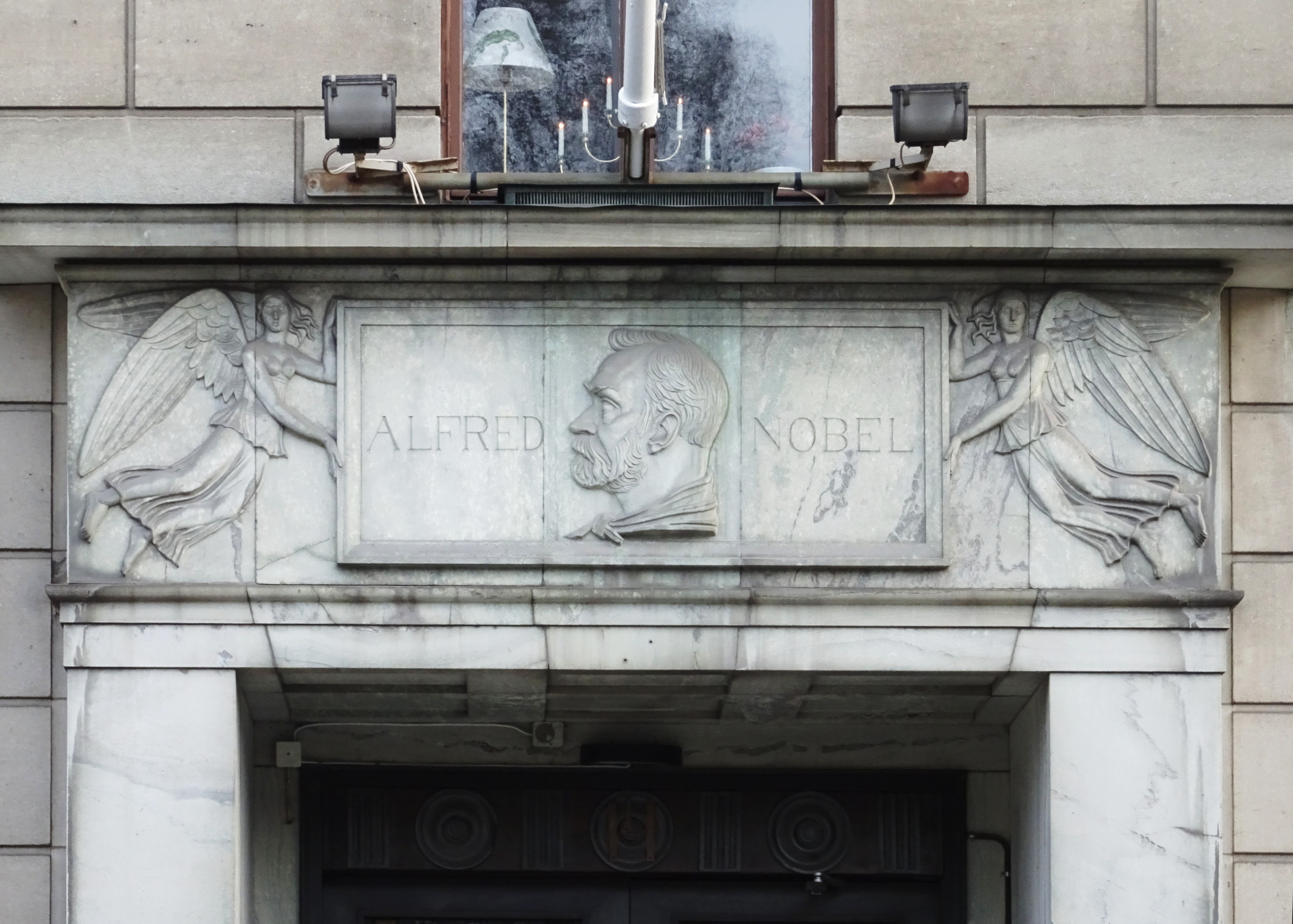
Nobels relief.
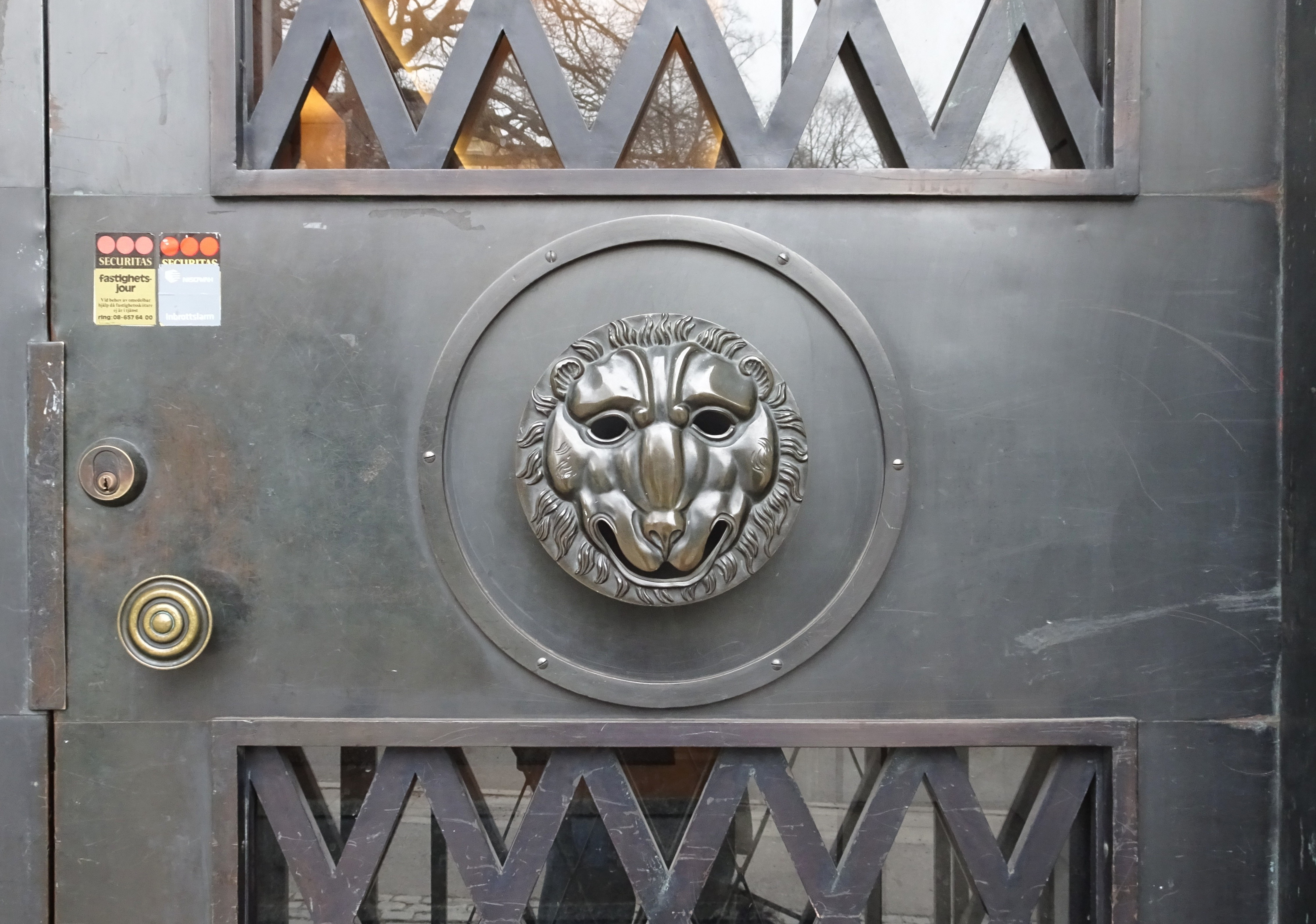
Lejon-maskaron på porten.
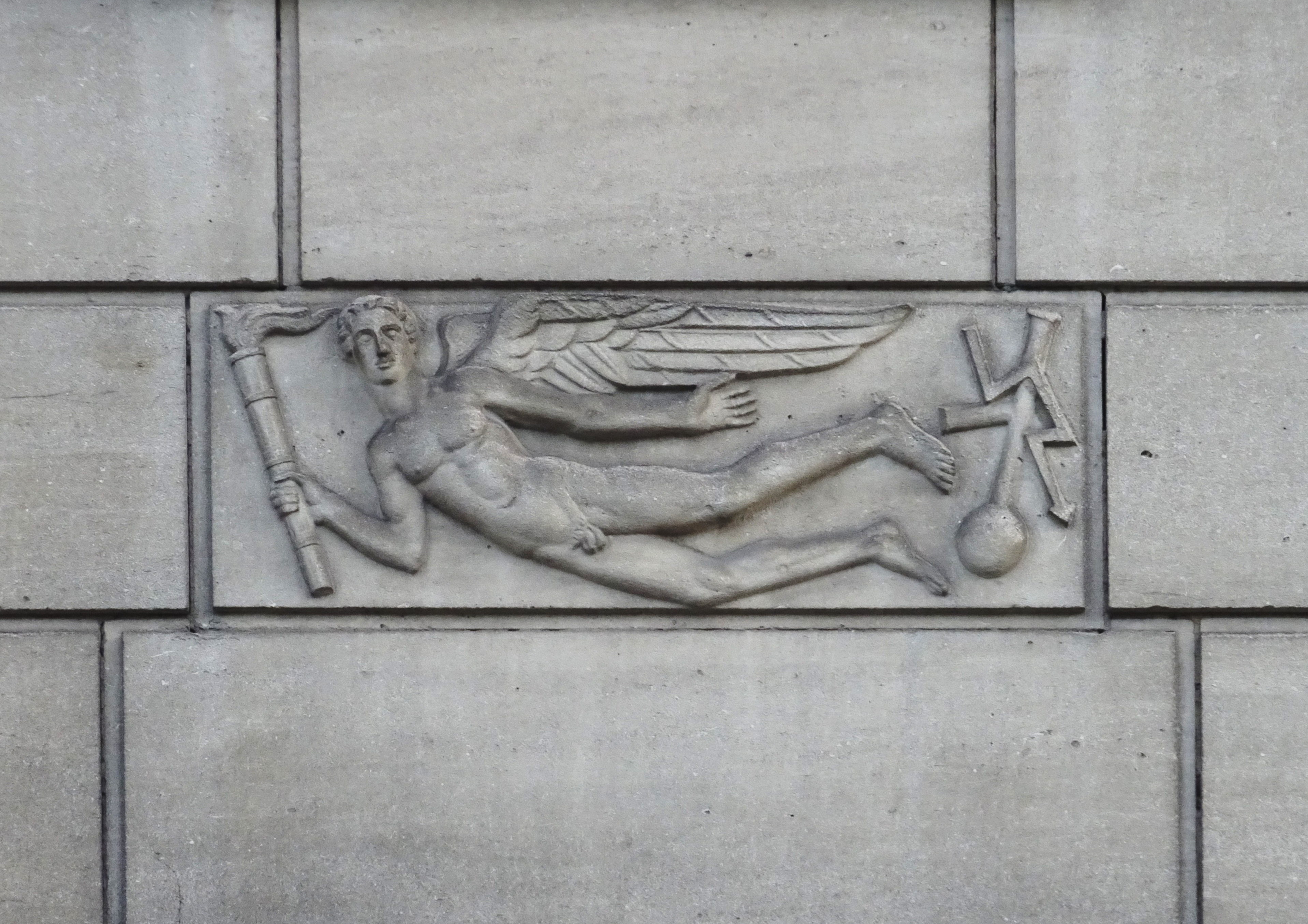
Fasadrelief.